# Пролетарская свобода
ОАО завод «Пролетарская свобода» — российское машиностроительное предприятие, производитель оборудования для производства шпона и фанеры, оборудования для выработки тепловой энергии. Находится в городе Ярославле.

## История
До революции завод носил название «Машиностроительный и чугуно-медно-литейный завод товарищества Н. Я. Якобсона, Г. Л. Лившица и К°». Существует по меньшей мере с 1886 года.. Изначально находился в Минске, но после августа 1914 года был эвакуирован в Ярославскую губернию в связи с началом Первой мировой войны. В Ярославле эвакуированное предприятие «Н. Я. Якобсон, Г. Л. Лифшиц и К°» наладило производство снарядов для бомбомётов, токарных станков для снарядов и другого оборудования для заводов, работавших на оборону Российской империи.
Завод «Пролетарская свобода» до реконструкции производил гвозди. В годы Первой пятилетки (1929—1932) значительно расширился и пополнился новым оборудованием. Было освоено производство сложных машин для лесной и крахмалопаточной промышленности, ввозившихся раньше из-за границы. В годы Второй пятилетки (1933—1937), в связи с развитием отечественного машиностроения началось широкое обновление станков за счёт советского оборудования. В рамках интернациональной солидарности трудящихся, поддержку в среде зарубежного пролетариата нашла инициатива рабочих завода «Пролетарская свобода», предложивших создать фонд индустриализации СССР.
В предвоенные годы завод получал государственные задания для укрепления обороноспособности страны. Так в начале 1939 года от Главлесбуммаша получено задание по выпуску в III и IV кварталах 1939 года 82-мм сухопутных мин: соответственно 80 и 120 тысяч штук, или 200 тысяч мин за всё II полугодие. До этого завод не имел мобилизационного задания.
Учитывая недостаток в кадрах в годы Великой Отечественной войны работники завода «Пролетарская свобода» поддержали предложение о продлении рабочего дня. Рабочие завода «Пролетарская свобода» и фабрики «Красный Перекоп» стали работать по 11 часов ежедневно (В Советском Союзе накануне Войны был 8-часовой рабочий день). Их примеру последовали коллективы других предприятий, например Шинного завода. Здесь следует отметить что 6 мая 1904 г. рабочие чугунолитейного завода Якобсона и Лившица объявили забастовку, а 27 мая 130 рабочих завода единодушно выступили против попытки предпринимателей увеличить рабочий день на полчаса.
Во второе полугодие 1941 года «Пролетарская свобода» выпустила продукции в 1,8-2,5 раза больше, чем в первое (мирное). Кроме того, трудовой коллектив завода обратился к работникам Ярославской области с предложением организовать предоктябрьское социалистическое соревнование.
В 1960-е годы на машиностроительных заводах Ярославля наиболее дееспособным и инициативным являлся совет новаторов на заводе «Пролетарская свобода». Руководил им активный общественник слесарь-сборщик Ф. П. Головин. При поддержке партийной и профсоюзной организаций завода совет новаторов обеспечил внедрение в производство около 20 важных предложений, представляющих интерес для многих машиностроительных предприятий.
В 1970-1980-е годы завод «Пролетарская свобода» — головной в объединении станкостроения — выпускал сложное технологическое оборудование для деревообрабатывающей промышленности. Во второй половине 1980-х годов завод «Пролетарская свобода» перешёл к выпуску полуавтоматических и автоматических линий для фанерно-мебельных предприятий.
С переходом к рыночной экономике завод устойчиво фигурирует в Интернете в порядке участия в тендерах на исполнение различных государственных заказов.

## Продукция
- Оборудование для подготовки сырья
  - Линия раскряжёвки ЛЦ-60

- Оборудование для лущения шпона
  - Линия лущения, рубки и укладки шпона длиной 1300 и 1600 мм ЛУР 14-17.
  - Станок лущильный ЛУ 17-10
  - Ножницы роторные НР 18-3 для рубки ленты шпона
  - Ножницы фанерные НФ 18-3А с промежуточным транспортером длиной 1800 мм
  - Вакуумный укладчик шпона ЛУР 14-17
  - Устройство выдачи поддонов

- Оборудование для сушки шпона
  - Сушилка роликовая газовая СРГ-25МЭ, работающая на топочных газах от теплогенераторов ТГСГ
  - Сушилки роликовые СУР-9, СУР-4 и СУР-5
  - Сушилка роликовая СРГ-25М с обогревом топочными газами
  - Механизмы: загрузочный ПСРГ-10 и разгрузочный ПрСРГ-10 к роликовой сушилке СРГ-25М
  - Столы подъёмные для подъёма и опускания пакетов шпона

- Оборудование для утилизации древесных отходов с возможностью производства тепла
  - Теплогенераторы твердотопливные стальные
  - Теплогенератор ТГСВ-5.1 с водяным теплоносителем

- Котельное оборудование
  - Водогрейный котёл на твёрдом топливе теплопроизводительностью 2,5 МВт

- Оборудование для повышения сортности фанеры и шпона
  - Ребросклеивающий станок РС-9А
  - Станок шпонопочиночный ПШ-2АМ
  - Станки для резки листовых материалов СК-1 и СК-2
  - Линия обрезки фанеры по формату ЛОФ 00.00.01

- Гидравлические станции
  - Гидравлические станции и запчасти к ним.

- Литейное производство
  - Изготовление отливок из чугуна марок СЧ-20, АСЧ-4, ЧХ-1 различного назначения.

## Известные рабочие
- Карабулин, Николай Михайлович. Лётчик, Герой Советского Союза. Работал на заводе в 1930-е годы. В народном музее завода подвигу лётчика посвящена экспозиция, его имя присвоено улице в Ярославле[14].
- Новожилов, Сергей Александрович. Лётчик, кавалер ордена Красного Знамени. Совершил воздушный таран 16 июля 1943 года в районе города Малоархангельска Орловской области. В 1930-е годы работал слесарем на заводе. Его имя навечно занесено в списки завода и присвоено улице в Ярославле[15]
- Погорельский, Моисей Семёнович. В 1905 году начал трудовую деятельность в конторе машиностроительного завода Товарищества «Н. Я. Якобсон, Г. Л. Лившиц и К°». (Минск), где проработал 13 лет. Участник забастовок, вместе с заводом был эвакуирован в Ярославль, где учился в Демидовском юридическом лицее. Член Еврейской социал-демократической партии «Поалей Цион» (1915). В РСДРП с 1917 года. Летом 1917 года избран гласным Ярославской городской думы и членом Ярославского Совета. Был членом редколлегий и печатался в газетах большевиков «Власть труда», «Известия Ярославского Совета рабочих, солдатских и крестьянских депутатов», «Ярославский коммунист». Политработник 44 бригады ВОХР. Член РКП(б) с 1919 по 1924 год. Занимался газетной работой: заведующий агитационно-литературным отделом «РОСТА», корреспондент ряда газет. Летом 1920 года переехал в Москву, член ЦК Еврейской коммунистической партии.